# Olivier Bonnes
Olivier Harouna Bonnes (* 7. Februar 1990 in Niamey) ist ein nigrischer Fußballspieler. Er spielt in der Position des defensiven Mittelfeldspielers.

## Laufbahn
Olivier Bonnes begann seine Laufbahn beim FC Nantes in Frankreich, bei dem er von 2006 bis 2011 aktiv war. Als sein Vertrag nicht verlängert wurde, wechselte er für die Saison 2011/2012 zum ebenfalls französischen Verein OSC Lille. Danach spielte er in der Saison 2012/2012 beim FC Brüssel in Belgien. Anschließend war er ein Jahr ohne Klub. Im Sommer 2014 schloss er sich dem bulgarischen Verein FC Wereja Stara Sagora an. Im Sommer 2015 nahm ihn Erstligist Lokomotive Plowdiw unter Vertrag. Anfang 2016 wechselte er zu Ligakonkurrent PFK Montana.
Im Sommer 2016 ging Bonnes nach Südkorea, wo ihn Erstligist Gwangju FC verpflichtete. Am Ende der Saison 2017 stieg er mit dem Klub ab. Seit Mitte 2018 spielt er für Seongnam FC.
Bonnes war von 2011 bis 2016 Spieler in der nigrischen Nationalmannschaft.